# گالری ملی ژو دو پوم
گالری ملی ژو دو پوم (انگلیسی: Galerie nationale du Jeu de Paume) مرکزی هنری برای تصاویر و رسانه‌های مدرن و پست‌مدرن است. این گالری در گوشه شمالی (ضلع غربی) باغ تویلری واقع شده که در کنار میدان کنکورد در پاریس قرار دارد.